# Serra de Coguls
La Serra de Coguls és una serra situada al municipi de Vilobí d'Onyar (Selva), amb una elevació màxima de 156,0 metres.